# Cuadrangular Internacional de Guayaquil 1966
El Cuadrangular Internacional de Guayaquil 1966 fue un torneo de fútbol amistoso disputado en el Estadio Modelo de la ciudad de Guayaquil entre los días jueves 14 de abril y 21 de abril, entre los participantes estarían los equipos ecuatorianos Emelec y Barcelona y que jugarían contra los equipos brasileños de Flamengo y Corinthians, al finalizar las 3 fechas se vería al cuadro del Emelec como campeón y al Flamengo como subcampeón.

## Sistema de campeonato
El sistema del torneo comprenderán de un todos contra todos dando un total de 3 fecha una vez concluidas dichas fecha se conocerá al campeón al equipo con mayor cantidad de puntos, en caso de igualdad se resolverá por gol diferencia.

## Sede
| Guayaquil         |
| ----------------- |
| Estadio Modelo    |
| Capacidad: 42 000 |
|                   |

## Equipos participantes
| Equipo      | Vía de clasificación                              |
| ----------- | ------------------------------------------------- |
| Barcelona   | Campeón de la Copa de Guayaquil 1965.             |
| Emelec      | Campeón del Campeonato Ecuatoriano de Fútbol 1965 |
| Flamengo    | Invitado                                          |
| Corinthians | invitado                                          |

### Resultados
|  | Emelec    | 1-0 | Corinthians |  | Estadio Modelo | 14 de abril |
|  | Barcelona | 1-1 | Flamengo    |  | Estadio Modelo | 14 de abril |

|  | Emelec   | 4-2 | Barcelona   |  | Estadio Modelo | 17 de abril |
|  | Flamengo | 2-0 | Corinthians |  | Estadio Modelo | 17 de abril |

|  | Emelec      | 2-2 | Flamengo  |  | Estadio Modelo | 21 de abril |
|  | Corinthians | 5-1 | Barcelona |  | Estadio Modelo | 21 de abril |

## Tabla de posiciones
|  |    | Equipo      | PJ | PG | PE | PP | GF | GC | DG | PTS |
|  | -- | ----------- | -- | -- | -- | -- | -- | -- | -- | --- |
|  | 1. | Emelec      | 3  | 2  | 1  | 0  | 7  | 4  | +3 | 5   |
|  | 2. | Flamengo    | 3  | 1  | 2  | 0  | 5  | 3  | +2 | 4   |
|  | 3. | Corinthians | 3  | 1  | 0  | 2  | 5  | 4  | +1 | 2   |
|  | 4. | Barcelona   | 3  | 0  | 1  | 3  | 4  | 10 | -6 | 1   |

| Campeón Anual. |

## Campeón
|                            |
| Campeón Emelec 1.er Título |

## Datos relevantes
- Roberto Rivelino jugó este torneo en Corinthians.
- Según RSSSF esta fue la primera edición de este torneo amistoso y 14 años después se realizó la segunda edición (Cuadrangular Internacional de Guayaquil 1980).